# 700 f.Kr.
| 700 f.Kr.          |
| ------------------ |
| Dødsfald - Fødsler |

## Begivenheder
- Den tidligste, keltiske kultur blomstrer omkring saltminerne i Hallstatt.
- Omkring år 700 f.Kr. lander et meteor i det område der i dag udgør den Estiske ø Saaremaa. Krateret danner den cirkulære sø Kaalijärv, der har en diameter på 110 meter.